# Tanrıqulular flygplats
Tanrıqulular flygplats (ID: AZ-0005) (azerbajdzjanska: Tanrıqulular Hava Limanı) är en civil och militär flygplats som servar Tanrıqulular, nära Mingäçevirreservoaren och den georgiska gränsen i distriktet Yexlax i Azerbajdzjan. Flygplatsen är belägen 33 meter över havet.
Den större Yevlax flygplats är belägen 27 kilometer sydost. Den betongbelagda landningsbanan går i kompassriktningarna 10/28 och är 500 meter lång och 40 meter bred. Det finns även en grusbana, som är cirka 2 000 meter lång och går i riktningarna 11/29.